# Скално врабче
Скалното врабче (Petronia petronia) е вид малка птица от семейство Врабчови (Passeridae).

## Разпространение
Видът гнезди по безплодни скалисти хълмове от западна Северна Африка, през Иберийския полуостров и цяла Южна Европа, до Палеарктическия Сибир и северния и централен Китай.
Среща се и в България.